# حسن‌آباد، گلگت بلتستان
حسن‌آباد (به انگلیسی: Hassanabad) یک منطقهٔ مسکونی در پاکستان است که در گلگت-بلتستان واقع شده‌است.